# Aulcie Perry
Aulcie Perry (in ebraico אולסי פרי‎?; Newark, 3 luglio 1950) è un ex cestista statunitense naturalizzato israeliano, professionista nella ABA.

## Carriera
Venne selezionato dai Boston Celtics come scelta supplementare del Draft NBA 1974.

## Palmarès

### Squadra
- Campionato israeliano: 9

Maccabi Tel Aviv: 1976-77, 1977-78, 1978-79, 1979-80, 1980-81, 1981-82, 1982-83, 1983-84, 1984-85
- Coppa di Israele: 8

Maccabi Tel Aviv: 1976-77, 1977-78, 1978-79, 1979-80, 1980-81, 1981-82, 1982-83, 1984-85
- Coppa dei Campioni: 2

Maccabi Tel Aviv: 1976-77, 1980-81
- Coppa Intercontinentale: 1

Maccabi Tel Aviv: 1980

### Individuale
- EBA Rookie of the Year (1975)